# Ditrichum brevidens
Ditrichum brevidens là một loài rêu trong họ Ditrichaceae. Loài này được Nog. mô tả khoa học đầu tiên năm 1944.